# Warwerort
Warwerort là một đô thị ở Amt ("đô thị tập thể") Büsum-Wesselburen thuộc huyện Dithmarschen trong bang Schleswig-Holstein, Đức. Đô thị Warwerort có diện tích 4,58 km².